# 自爆
自爆（じばく）とは、爆発物などでの自決、または自分の使用する兵器や機材を破壊すること。

## 概要
自爆には、大別して二種類ある。いずれも「自らの意思決定」により「自ら起爆」し「自らの財物や生命を犠牲」にする点で共通している。
1. 応急措置を目的とした消極的自爆
  - 安全確保。ロケット・ミサイルなどの高速飛翔物体がコースを逸脱した場合に他所へ危害を加えないため。自爆装置などを利用する。
  - 鹵獲阻止。撤退などの理由で兵器を遺棄しなければならなくなった場合に、その兵器が敵軍の戦力として運用されないようにするため。
  - 機密保持。軍事機密・企業秘密・ブラックボックスがある装置や機械について所有・維持が不可能となった場合に、敵対組織・競合企業・下請け企業などの手に渡り、機密が解析されることを防ぐため。
2. 攻撃目標を破壊するために自らが犠牲になる積極的自爆。
  - 有人で攻撃目標に突入する特別攻撃、あるいは自爆テロ。
  - 無人で攻撃目標に突入する徘徊型兵器。（自らの意思決定がない誘導爆弾などの兵器は該当しない）

## 事故による自爆
取扱いに注意が必要な危険物が爆発して所有者に危害を与えることがしばしばおこる。
ガス爆発や粉じん爆発、花火工場の事故など深刻な被害を招きやすいため安全規制が設けられていることが多い。
特に危険物の最たるものである爆薬の取り扱いも知識と技術、そして慎重さが必要で、時折必要な経験や技術を欠いた素人がこれを自作して死傷するケースがある。
軍用の兵器も取扱いを誤れば自身や友軍に被害が及び、元来殺傷力を目的とするだけに一層注意が必要とされる。
また、飛行機や自動車などが爆発を伴った事故を起こす時も自爆と形容されることがある。

## 兵器の自爆
砲弾は自ら爆発して周囲に損害を与えるものであるが、不発弾となることを防ぐための安全装置として、時限式の自爆装置がついている物もある。
また、兵器を遺棄する際に敵に鹵獲され再利用されぬよう、爆破処理を行う。ただし特殊な機材を除き、自爆装置を内蔵していることは稀で、手持ちの爆薬や味方兵器の攻撃で破壊を行う。
太平洋戦争中の旧日本軍の航空機の場合、機体の損傷などで敵勢力圏からの離脱・味方勢力圏へ生還が困難と判断された場合、乗員が捕虜となることを嫌って自ら地面や海面などに突っ込ませ自爆・自決するケースもあった（例・加藤建夫中佐）。また大本営発表では、単に撃墜されて喪失した機体を「自爆」と発表している場合もあった。おおむね、撃墜された瞬間をいずれかの友軍機が目撃していれば「自爆」、誰にも見取られずに撃墜された場合には「未帰還」と称することが多かったが、実質的に差異はほとんどない。

## 自爆による攻撃
一般に自爆攻撃とは特別攻撃隊のような自殺攻撃、あるいはテロリストの自爆による攻撃などをさす（他の特殊攻撃は、特攻を参照）。太平洋戦争中の日本軍の場合、計画的に行われた神風特別攻撃隊の場合や、負傷や乗機の損傷で生還が期待できない時に突発的に行う場合があった。現代のテロリストの場合、殉教的に自ら行う場合と、事実を知らされていない者に爆発物を持たせて遠隔操作で起爆させる場合がある。
第一次上海事変における、日本陸軍の爆弾三勇士は自爆であるように報道されたが、実際は上官が破壊筒の導火線を計算の半分以下に設定したことから起きた事故であり、この士官は軍事裁判にかけられている。
攻撃ではないが、戦況の悪化による薬品不足で重傷者の医療が出来なくなったり、撤退時に後送できなかったりした場合の安楽死用として、また総員玉砕を前に動けぬ負傷者の自決用として、手榴弾を与え自爆させた例もある。これは軍人に限らず、捕虜になった場合虐待・虐殺されると信じた戦地の民間人の間でも行われている。
第二次大戦中には対戦車兵器の不足から日本軍では「肉弾」と称して自爆攻撃を行った。爆薬や地雷を抱えて敵戦車に飛び込んだり、穴に篭って待ち伏せ、抱きかかえた砲弾や爆弾の信管に硬いものを叩きつけ、起爆させた。後に伏龍のような自爆専用兵器も製作された。成型炸薬に持ち手として長い棒をつけることで、爆発物と運搬者との間に距離を作り、多少の生存性を持たせた刺突爆雷も存在するが米軍は自殺兵器と分類している。
ベトナム戦争でも、爆薬を抱えた北ベトナム軍兵士による自爆攻撃が行われている。

## その他の自爆
ロケットはミサイル等と同様、予定コースを外れた場合や進路制御が不能となった場合には、安全確保のため地上からの指示により自爆させる。（いわゆる「指令破壊」。）
2010年4月13日、中華人民共和国で盗難防止を目的に自家用自動車へ手製の自爆装置を設置した男性が、誤って自爆装置を作動させてしまい負傷するという事故があった。
フィクションにおいては、劇的な効果を狙って用いられる以外に「ネタ」「落ち」として用いられることもある。漫画家あろひろしはそのネタを皮肉って、敵の巨大ロボットの自爆装置を勝手に起爆させる『他爆装置』なるアイテムを登場させている。なお、その時のオチは、相手の巨大ロボットが自爆装置を装備していなくて作戦が失敗に終わった事で、巨大ロボットに自爆装置の装備は日本アニメや漫画のお約束だろうと、憤慨しているというオチで、日本のアニメや漫画では自爆が約束事だとギャグにまでしていた。
また、ギャグの一種として、髑髏のラベルが貼られた自爆ボタンという、あからさまに危険をイメージさせる形のアイテムが登場する事もある。
自然界でも、敵に襲われた際に、自爆して毒液を撒き散らすジバクアリというアリが存在している。

## 比喩としての自爆
- しばしば自らの行為が元で自身に悪い結果をもたらすことを「自爆行為」などと形容する。墓穴を掘る、自滅と同義。
- 保険・健康食品の営業活動、コンビニエンスストアの商品などの販売活動において、課せられた一定のノルマ（販売目標）の達成見込みが立たない従業員・営業担当者が、販売している商品を自ら購入しノルマ未達成分の穴埋めを行う行為を「自爆営業[4][5]」という。郵便局におけるお年玉付郵便はがき売り上げでも例がある[6][7][4]）。